# Geschwister-Scholl-Gymnasium Pulheim
Das Geschwister-Scholl-Gymnasium ist eines der beiden Gymnasien der Stadt Pulheim. Es befindet sich im Schulzentrum an der Hackenbroicher Straße, wo sich ebenfalls die Marion-Dönhoff-Realschule und die Katholische Grundschule am Buschweg befinden. Seit April 2011 darf die Schule sich Europaschule nennen. 2022 besuchten rund 1400 Schüler die Schule. Das Einzugsgebiet des Gymnasiums umfasst neben dem Zentralort Pulheim vor allem die Ortsteile Stommeln, Sinnersdorf, Geyen, Sinthern und Bergheim-Fliesteden. 

## Geschichte
Das Pulheimer Gymnasium nahm am 25. August 1969 seinen Betrieb auf. Träger war der Schulverband der damaligen Gemeinden Sinnersdorf, Pulheim und Stommeln. Im Jahr 1970 erhielt das Gymnasium auf Vorschlag des ersten Schulleiters Rudolf Nießen den Namen „Geschwister-Scholl-Schule“.
In den ersten Jahren war das Gymnasium in provisorischen Pavillons untergebracht und nutzte zudem Räumlichkeiten sowie die Turnhalle der benachbarten Realschule. Auch die Unterrichtsplanung war zu Beginn provisorisch, da bei Gründung der Schule nur zwei hauptamtliche Lehrer für 110 Schüler verantwortlich waren und Lehrkräfte aus anderen Schulen aushelfen mussten.
Im Jahr 1971 wurde das ursprünglich neusprachliche Gymnasium um einen mathematisch-naturwissenschaftlichen Zweig erweitert.
Im Laufe der Zeit wurden weitere Pavillons errichtet, doch aufgrund der sich abzeichnenden steigenden Schülerzahlen wurde der Beschluss zum Neubau eines Schulzentrums gefasst. Für die Übergangszeit entstand 1973 ein für zehn Klassen ausgelegtes provisorisches Gebäude („Varielbau“). Während der Bauphase kam es am 7. August 1973 zu einem Brand, der das obere Stockwerk unwiederbringlich zerstörte. Das Gymnasium fand daraufhin Unterstützung bei den örtlichen Kirchengemeinden, die Räumlichkeiten für den Unterricht bereitstellten und so den Ausfall kompensierten.
Im Jahr 1974 wurde das neue Schulzentrum (→ Gebäude) bezogen. Architekt war F. Eigelshoven aus Aachen. Das Gebäude aus grauem Sichtbeton rief schnell Kritik bei Schülern und Lehrern hervor; es wurde gemeinhin als „Bunker“ bezeichnet. Lichtwertemessungen des Gesundheitsamtes belegten, dass die Räume zu dunkel waren. Unter Beteiligung von Schülern und Lehrern wurden die Räume aufgehellt und bemalt. Neben den Gymnasiasten zogen zu Beginn auch 300 Real- und Sonderschüler in das neue Schulzentrum ein, das ursprünglich drei Schulformen beherbergen sollte, letztlich aber nur Platz für das Gymnasium bot. Im Jahr 1976 wurde die Dreifachturnhalle eingeweiht. Der erste Abiturjahrgang wurde 1978 verabschiedet. Im Jahr 1979 erreichte das Gymnasium mit 1599 Schülern einen vorläufigen Höhepunkt der Schülerzahl.

## Besonderheiten
Die Schule ist Mitglied im Schulverbund 'Blick über den Zaun' und bei Schule ohne Rassismus. Seit April 2011 darf die Schule sich Europaschule nennen. Seit 2013/14 nimmt die Schule auch Schüler mit besonderem Förderbedarf auf. Aktuell wurden zudem zwei Förderklassen für Schüler mit Migrationshintergrund gebildet. Das Gymnasium ist das erste seiner Art, das 2016 den seit 2009 vergebenen Jakob-Muth-Preis für Inklusive Schulen erhält.

## Inklusion
Seit 2013 hat sich das Geschwister-Scholl-Gymnasium zum Ziel gesetzt, eine inklusive Schule zu werden. Es werden regelmäßig Informationsabende von einer offenen Expertengruppe gestaltet und angeboten.

### Gemeinsames Lernen
Zum inklusiven Programm gehört seit dem Schuljahr 2013/14 die Einrichtung von inklusiven Lerngruppen, in denen Kinder mit und ohne sonderpädagogischem Förderbedarf gemeinsam lernen. Für diese Klassen gelten besondere Rahmenbedingungen, zum Beispiel die Begrenzung der Klassen auf höchstens 25 Schüler, darunter 4 bis 6 Kinder mit sonderpädagogischem Förderbedarf bzw. Kinder, die zieldifferent gefördert werden. Des Weiteren werden diese Klassen von zwei Lehrkräften und einer Lehrkraft mit sonderpädagogischer Ausbildung betreut. Durch die Kooperation der Lehrkräfte können geeignetere Lernbedingungen in der Klasse geschaffen werden. Zur Unterstützung hat das Gymnasium festgelegte Zeiten eingeführt, die zudem durch ein internes Beratungsteam und einem Mitarbeiter der Regionalen Schulberatung Rhein-Erft unterstützt werden.

### Das Konzept der individuellen Förderung
Die Schule fördert in besonderem Maße die Schüler individuell. Im Mittelpunkt steht dabei die Förderung von Stärken und der Ausgleich von Schwächen. Die individuellen Fördermaßnahmen werden den vielfältigen Bedürfnissen der Schüler gerecht. Gezielt wird dabei auf die Aneignung von Kompetenzen. Beispielsweise soll erworben werden, wie man einen Lernprozess plant und reflektiert, Hilfestellung und Unterstützung in Anspruch nimmt, eine eigene Zeitplanung effektiv gestaltet und mit anderen zusammenarbeitet. Eine Individualisierung wird in Bezug auf das Lerntempo, den Lernweg, die Lernhilfen und -materialien, die Anforderungsniveaus und den Aufgabentypus realisiert. Zu den besonderen Angeboten zählen beispielsweise Förder- und Profilkurse, Arbeitsgemeinschaften und freie Lernzeiten. Die Schüler werden beim selbständigen Lernen durch die Lehrer begleitet. In den freien Lernzeiten unterstützen sich die Schüler gegenseitig.

## Gebäude
Es gibt im Schulgebäude drei Etagen und vier Treppenhäuser. Diese Treppenhäuser sind auf allen Etagen durch eine Halle beziehungsweise durch einen sogenannten Umgang verbunden. Von allen Etagen führen Gänge von den einzelnen Treppenhäusern nach außen und innen. Es gibt neben 44 Klassenräumen für die Fachschaften der Naturwissenschaften circa 15 Fachräume, welche sich in Physik-, Chemie- und Biologieräume unterteilen. Hinzu kommen sechs Kunstsäle, ein Erdkundefachraum, 24 Kursklassenräume sowie 7 Computerräume mit je 18 bis 28 Personal Computern. Außerdem gibt es noch mehrere Konferenzräume, einen Großraum, der sich zweiteilen lässt, diverse Kellerräumlichkeiten wie beispielsweise den Theaterkeller und einen Verwaltungsbereich und kleinere Büros für einzelne Gruppierungen wie die Schülervertretung, die Radio AG und die Schülerzeitung. Außerdem gibt es eine im Jahr 2008 renovierte Bibliothek und vier Musikräume.

## Bekannte Lehrer
- Hannes Loh (* 1971), zuvor als Rapper bei Anarchist Academy sowie Journalist und Autor tätig
- Fritz Schramma (* 1947), 1988 bis 2000 Studiendirektor am Geschwister-Scholl Gymnasium in Pulheim, von 1999 bis 2009 Oberbürgermeister von Köln

## Bekannte Schüler
- Gunther Behnke (* 1963), ehemaliger deutscher Basketballnationalspieler und Europameister 1993
- Marion Brüggler (* 1973), Archäologin
- Robert Burdy (* 1964), Moderator, Fernsehjournalist und Autor
- Barbara Eligmann (* 1963), Fernsehmoderatorin in (Sat.1)
- Maximilian Erlenwein (* 1975), Regisseur
- Felix Goeser (* 1974), Schauspieler
- Jakob Hansonis, Musiker und Gitarrist in der Band von Herbert Grönemeyer
- Carsten Jancker (* 1974), ehml. Fußballprofi (FC Bayern München)
- Angelina Maccarone (* 1965), Regisseurin (Wem Ehre gebührt)
- Thorsten Schorn (* 1976), Rundfunkmoderator (EinsLive) und Reporter (Stern TV)